# Чемпионат Африки по волейболу среди женщин 2013
16-й чемпионат Африки по волейболу среди женщин прошёл с 14 по 19 сентября 2013 года в Найроби (Кения) с участием 6 национальных сборных команд. Чемпионский титул в 8-й раз в своей истории выиграла сборная Кении.

## Команды-участницы
Алжир, Египет, Камерун, Кения, Сенегал, Тунис.

## Система проведения чемпионата
6 команд-участниц провели однокруговой турнир, по результатам которого была определена итоговая расстановка мест. За победы со счётом 3:0 и 3:1 команды получали по 3 очка, за победы 3:2 — по 2 очка, за поражения 2:3 — по 1 очку, за поражения 0:3 и 1:3 очки не начислялись.

## Результаты
| М | Команда | 1   | 2   | 3   | 4   | 5   | 6   | И | В | П | С/П  | О  |
| - | ------- | --- | --- | --- | --- | --- | --- | - | - | - | ---- | -- |
| 1 | Кения   |     | 3:0 | 3:0 | 3:0 | 3:0 | 3:0 | 5 | 5 | 0 | 15:0 | 15 |
| 2 | Камерун | 0:3 |     | 3:2 | 3:0 | 3:2 | 3:0 | 5 | 4 | 1 | 12:7 | 10 |
| 3 | Тунис   | 0:3 | 2:3 |     | 3:1 | 3:0 | 3:2 | 5 | 3 | 2 | 11:9 | 9  |
| 4 | Сенегал | 0:3 | 0:3 | 1:3 |     | 3:2 | 3:0 | 5 | 2 | 3 | 7:11 | 5  |
| 5 | Египет  | 0:3 | 2:3 | 0:3 | 2:3 |     | 3:2 | 5 | 1 | 4 | 7:14 | 4  |
| 6 | Алжир   | 0:3 | 0:3 | 2:3 | 0:3 | 2:3 |     | 5 | 0 | 5 | 4:15 | 2  |

14 сентября: Тунис — Алжир 3:2 (25:17, 22:25, 25:12, 22:25, 15:6); Камерун — Египет 3:2 (25:23, 21:25, 26:24, 15:25, 15:8); Кения — Сенегал 3:0 (25:20, 25:20, 25:16).
15 сентября: Сенегал — Алжир 3:0 (25:18, 25:15, 25:19); Камерун — Тунис 3:2 (25:12, 20:25, 22:25, 25:17, 15:11); Кения — Египет 3:0 (25:20, 25:20, 25:12).
16 сентября: Камерун — Сенегал 3:0 (25:17, 25:15, 25:21); Тунис — Египет 3:0 (25:21, 28:26, 25:18); Кения — Алжир 3:0 (25:19, 25:15, 25:13).
18 сентября: Египет — Алжир 3:2 (20:25, 25:21, 25:19, 24:26, 15:12); Тунис — Сенегал 3:1 (25:14, 25:16, 18:25, 25:22); Кения — Камерун 3:0 (25:22, 25:20, 25:22).
19 сентября: Камерун — Алжир 3:0 (25:14, 26:24, 25:23); Сенегал — Египет 3:2 (25:20, 14:25, 21:25, 28:26, 15:12); Кения — Тунис 3:0 (25:17, 25:20, 25:23).

## Итоги

### Положение команд
| Кения      |
| Камерун    |
| Тунис      |
| 4. Сенегал |
| 5. Египет  |
| 6. Алжир   |

### Призёры
Кения: Джейн Ваку, Эвелин Макуто, Эстер Гатере, Дайана Кхиса, Рут Джепнгетич, Джанет Ванджа, Вайолет Макуто, Элизабет Ваньяма, Мерси Мойм, Брэксайдс Хадамби, Годенсия Макокха, Моника Байама. Тренер — Дэвид Лунгахо.
  Камерун: Мбала Эбаа, Нана Чуджанг, Ньоньо Тачу, Ирун Меконг, Нзеко Чебечу, Йомкиль Нго, Анриэт Кулла, Биссен Баран, Бассоко Мома, Нтаме Нгон, Нгоме Аоне, Абдулкарим Фавзия. Тренер — Нане Эоне.
  Тунис: Фатьма Агреби, Зохра Рихани, Фатьма Ктари, Нихель Гуль, Рахма Агреби, Каутар Джемаль, Майсса Ленглиз, Месерра Бен Халима, Маруа Бархуми, Абир Отмани, Хулуд Дженхани, Нихед Бурауи. Тренер — Мохамед Мессалмани.

### Индивидуальные призы
MVP:  Мерси Мойм
Лучшая нападающая:  Нана Чуджанг
Лучшая блокирующая:  Мбала Эбаа
Лучшая на подаче:  Бассоко Мома
Лучшая на приёме:  Бинету Сов
Лучшая связующая:  Джейн Ваку
Лучшая либеро:  Элизабет Ваньяма